# Rain (YUIの曲)
「Rain」（レイン）は、YUIの17枚目のシングル。2010年11月24日にSony Music Recordsから発売された。

## 概要
キャッチコピーは「嘘はないさって 嘘はやめて」初回限定盤はDVD付きで、「Rain」と4thアルバム『HOLIDAYS IN THE SUN』収録曲「Please Stay With Me」のビデオ・クリップが収録されている。
PVでは、ロックバンド、ステレオポニーのメンバーのNOHANAがベースを担当している。
オリコン週間シングルランキングでは、初登場2位を獲得。これにより「SUMMER SONG」から続いていた連続首位記録が5作でストップした。
テレビでの披露はされていない。

## 収録曲
CD
（全作詞・作曲：YUI）
1. Rain [4:03]
作詞作曲 YUI 編曲： 近藤ひさし
フジテレビ系ドラマ『パーフェクト・リポート』主題歌
2. a room [4:41] 作詞作曲YUI  編曲：northa+
3. How crazy 〜YUI Acoustic Version〜 [3:46]
編曲：YUI・norta+
2ndアルバム『CAN'T BUY MY LOVE』収録曲「How crazy」のアコースティックバージョン
4. Rain 〜Instumental〜

DVD
1. Rain -Video Clip-
2. Please Stay With Me -Video Clip-

## 収録アルバム
| 曲名 | アルバム                | 発売日        | 備考                                                   |
| ---- | ----------------------- | ------------- | ------------------------------------------------------ |
| Rain | 『HOW CRAZY YOUR LOVE』 | 2011年11月2日 | 6thオリジナルアルバム                                  |
| Rain | 『ORANGE GARDEN POP』   | 2012年12月5日 | 『GREEN GARDEN POP』と同時リリースされたベストアルバム |